# Flugvikt
Flugvikt är en viktklass inom flera idrotter, bland annat boxning och MMA. MMA-utövare i flugvikt får väga som mest 56,7 kilo. För proffsboxare är maxvikten 50,8 kilo. För amatörboxare är gränserna 52 kilo (herrar) och 51 kilo (damer).